# Young Thug/Diskografie
Diese Diskografie ist eine Übersicht über die musikalischen Werke des US-amerikanischen Rappers Young Thug. Den Schallplattenauszeichnungen zufolge hat er bisher mehr als 107,5 Millionen Tonträger verkauft, davon alleine in seiner Heimat über 85,5 Millionen. Seine erfolgreichste Veröffentlichung ist das in Zusammenarbeit mit Camila Cabello entstandene Lied Havana mit über 18,9 Millionen verkauften Einheiten. Die Single verkaufte sich alleine in Deutschland über eine Million Mal, womit das Stück zu einem der meistverkauften Singles in Deutschland zählt.

## Alben

### Studioalben
| Jahr | Titel Musiklabel                          | Höchstplatzierung, Gesamtwochen, AuszeichnungChartplatzierungen (Jahr, Titel, Musiklabel, Platzierungen, Wochen, Auszeichnungen, Anmerkungen) | Höchstplatzierung, Gesamtwochen, AuszeichnungChartplatzierungen (Jahr, Titel, Musiklabel, Platzierungen, Wochen, Auszeichnungen, Anmerkungen) | Höchstplatzierung, Gesamtwochen, AuszeichnungChartplatzierungen (Jahr, Titel, Musiklabel, Platzierungen, Wochen, Auszeichnungen, Anmerkungen) | Höchstplatzierung, Gesamtwochen, AuszeichnungChartplatzierungen (Jahr, Titel, Musiklabel, Platzierungen, Wochen, Auszeichnungen, Anmerkungen) | Höchstplatzierung, Gesamtwochen, AuszeichnungChartplatzierungen (Jahr, Titel, Musiklabel, Platzierungen, Wochen, Auszeichnungen, Anmerkungen) | Anmerkungen                                                 |
| Jahr | Titel Musiklabel                          | DE | AT | CH | UK | US | Anmerkungen                                                 |
| ---- | ----------------------------------------- | --- | --- | --- | --- | --- | ----------------------------------------------------------- |
| 2019 | So Much Fun YSL • 300 • Atlantic          | DE66 (1 Wo.)DE | AT38 (1 Wo.)AT | CH15 (3 Wo.)CH | UK9 Silber · (6 Wo.)UK | US1 Platin · (93 Wo.)US | Erstveröffentlichung: 16. August 2019 Verkäufe: + 1.125.000 |
| 2021 | Punk YSL • 300 • Atlantic                 | DE55 (1 Wo.)DE | AT17 (1 Wo.)AT | CH10 (2 Wo.)CH | UK22 (1 Wo.)UK | US1 (11 Wo.)US | Erstveröffentlichung: 15. Oktober 2021                      |
| 2023 | Business Is Business YSL • 300 • Atlantic | DE22 (1 Wo.)DE | AT13 (… Wo.)AT | CH6 (2 Wo.)CH | UK15 (1 Wo.)UK | US2 (… Wo.)US | Erstveröffentlichung: 23. Juni 2023                         |

### Mixtapes
| Jahr | Titel Musiklabel                                     | Höchstplatzierung, Gesamtwochen, AuszeichnungChartplatzierungen (Jahr, Titel, Musiklabel, Platzierungen, Wochen, Auszeichnungen, Anmerkungen) | Höchstplatzierung, Gesamtwochen, AuszeichnungChartplatzierungen (Jahr, Titel, Musiklabel, Platzierungen, Wochen, Auszeichnungen, Anmerkungen) | Höchstplatzierung, Gesamtwochen, AuszeichnungChartplatzierungen (Jahr, Titel, Musiklabel, Platzierungen, Wochen, Auszeichnungen, Anmerkungen) | Höchstplatzierung, Gesamtwochen, AuszeichnungChartplatzierungen (Jahr, Titel, Musiklabel, Platzierungen, Wochen, Auszeichnungen, Anmerkungen) | Höchstplatzierung, Gesamtwochen, AuszeichnungChartplatzierungen (Jahr, Titel, Musiklabel, Platzierungen, Wochen, Auszeichnungen, Anmerkungen) | Anmerkungen                                                           |
| Jahr | Titel Musiklabel                                     | DE | AT | CH | UK | US | Anmerkungen                                                           |
| ---- | ---------------------------------------------------- | --- | --- | --- | --- | --- | --------------------------------------------------------------------- |
| 2015 | Barter 6 300 • Atlantic                              | — | — | — | — | US22 Gold · (6 Wo.)US | Erstveröffentlichung: 17. April 2015 Verkäufe: + 500.000              |
| 2016 | I’m Up 300 • Atlantic                                | — | — | — | — | US22 (3 Wo.)US | Erstveröffentlichung: 5. Februar 2016                                 |
| 2016 | Slime Season 3 300 • Atlantic                        | — | — | — | — | US7 Gold · (11 Wo.)US | Erstveröffentlichung: 25. März 2016 Verkäufe: + 500.000               |
| 2016 | Jeffery 300 • Atlantic                               | — | — | — | — | US8 (20 Wo.)US | Erstveröffentlichung: 26. August 2016 Verkäufe: + 40.000              |
| 2017 | Beautiful Thugger Girls YSL • 300 • Atlantic         | — | — | CH100 (1 Wo.)CH | UK71 (1 Wo.)UK | US8 Gold · (25 Wo.)US | Erstveröffentlichung: 16. Juni 2017 Verkäufe: + 500.000               |
| 2017 | Super Slimey Epic • YSL • 300 • Atlantic • Freebandz | DE69 (1 Wo.)DE | — | — | UK23 (2 Wo.)UK | US2 (20 Wo.)US | Erstveröffentlichung: 20. Oktober 2017 mit Future                     |
| 2020 | Slime & B YSL • 300 • Atlantic • RCA • CBE           | — | — | CH51 (2 Wo.)CH | UK51 (1 Wo.)UK | US24 (39 Wo.)US | Erstveröffentlichung: 5. Mai 2020 Verkäufe: + 15.000; mit Chris Brown |

### EPs
| Jahr | Titel Musiklabel                  | Höchstplatzierung, Gesamtwochen, AuszeichnungChartplatzierungen (Jahr, Titel, Musiklabel, Platzierungen, Wochen, Auszeichnungen, Anmerkungen) | Höchstplatzierung, Gesamtwochen, AuszeichnungChartplatzierungen (Jahr, Titel, Musiklabel, Platzierungen, Wochen, Auszeichnungen, Anmerkungen) | Höchstplatzierung, Gesamtwochen, AuszeichnungChartplatzierungen (Jahr, Titel, Musiklabel, Platzierungen, Wochen, Auszeichnungen, Anmerkungen) | Höchstplatzierung, Gesamtwochen, AuszeichnungChartplatzierungen (Jahr, Titel, Musiklabel, Platzierungen, Wochen, Auszeichnungen, Anmerkungen) | Höchstplatzierung, Gesamtwochen, AuszeichnungChartplatzierungen (Jahr, Titel, Musiklabel, Platzierungen, Wochen, Auszeichnungen, Anmerkungen) | Anmerkungen                              |
| Jahr | Titel Musiklabel                  | DE | AT | CH | UK | US | Anmerkungen                              |
| ---- | --------------------------------- | --- | --- | --- | --- | --- | ---------------------------------------- |
| 2018 | On the Rvn!! YSL • 300 • Atlantic | — | — | — | — | US17 (7 Wo.)US | Erstveröffentlichung: 24. September 2018 |

Weitere EPs
- 2011: I Came from Nothing
- 2011: I Came from Nothing 2
- 2012: I Came from Nothing 3
- 2013: 1017 Thug
- 2014: Black Portland (mit Bloody Jay)
- 2014: Young Thugga Mane La Flare (mit Gucci Mane)
- 2014: World War 3D: The Purple Album (mit Gucci Mane)
- 2014: 1017 Thug 2
- 2014: 1017 Thug 3
- 2014: Rich Gang: Tha Tour Pt. 1 (mit Birdman & Rich Homie Quan)
- 2015: Slime Season
- 2015: Slime Season 2
- 2017: Young Martha (mit Carnage)

## Singles

### Als Leadmusiker
| Jahr | Titel Album                               | Höchstplatzierung, Gesamtwochen, AuszeichnungChartplatzierungen (Jahr, Titel, Album, Platzierungen, Wochen, Auszeichnungen, Anmerkungen) | Höchstplatzierung, Gesamtwochen, AuszeichnungChartplatzierungen (Jahr, Titel, Album, Platzierungen, Wochen, Auszeichnungen, Anmerkungen) | Höchstplatzierung, Gesamtwochen, AuszeichnungChartplatzierungen (Jahr, Titel, Album, Platzierungen, Wochen, Auszeichnungen, Anmerkungen) | Höchstplatzierung, Gesamtwochen, AuszeichnungChartplatzierungen (Jahr, Titel, Album, Platzierungen, Wochen, Auszeichnungen, Anmerkungen) | Höchstplatzierung, Gesamtwochen, AuszeichnungChartplatzierungen (Jahr, Titel, Album, Platzierungen, Wochen, Auszeichnungen, Anmerkungen) | Anmerkungen                                                               |
| Jahr | Titel Album                               | DE | AT | CH | UK | US | Anmerkungen                                                               |
| --- | ----------------------------------------- | --- | --- | --- | --- | --- | ------------------------------------------------------------------------- |
| 2013 | 2 Bitches VVS2                            | — | — | — | — | — | Erstveröffentlichung: 2. November 2013                                    |
| 2014 | Stoner –                                  | — | — | — | — | US47 Gold · (15 Wo.)US | Erstveröffentlichung: 4. Februar 2014                                     |
| 2014 | Old English Peacemaker                    | — | — | — | — | US— GoldUS | Erstveröffentlichung: 1. Juli 2014 feat. A$AP Ferg & Freddie Gibbs        |
| 2015 | Check Barter 6                            | — | — | — | — | US100 Platin · (1 Wo.)US | Erstveröffentlichung: 1. April 2015                                       |
| 2015 | Hercules I’m Up                           | — | — | — | — | US— GoldUS | Erstveröffentlichung: 12. November 2015                                   |
| 2015 | Best Friend Slime Season                  | — | — | — | — | US45 Platin · (20 Wo.)US | Erstveröffentlichung: 20. November 2015                                   |
| 2016 | Fuck Cancer (Boosie) I’m Up               | — | — | — | — | — | Erstveröffentlichung: 29. Januar 2016 feat. Quavo                         |
| 2016 | Worth It Slime Season 3                   | — | — | — | — | — | Erstveröffentlichung: 14. Februar 2016                                    |
| 2016 | Pick Up the Phone Jeffery                 | — | — | — | UK— PlatinUK | US43 ×5Fünffachplatin · (20 Wo.)US | Erstveröffentlichung: 3. Juni 2016 mit Travis Scott feat. Quavo           |
| 2016 | Gangster Shit –                           | — | — | — | — | — | Erstveröffentlichung: 10. Juni 2016                                       |
| 2016 | Guwop Jeffery                             | — | — | — | — | US— PlatinUS | Erstveröffentlichung: 26. August 2016 feat. Quavo, Offset & Young Scooter |
| 2017 | Wyclef Jean Jeffery                       | — | — | — | — | US87 Platin · (1 Wo.)US | Erstveröffentlichung: 24. Januar 2017                                     |
| 2017 | Gang Up Fast & Furious 8 (O.S.T.)         | — | — | CH72 (1 Wo.)CH | — | US— GoldUS | Erstveröffentlichung: 24. März 2017 mit 2 Chainz, PnB Rock & Wiz Khalifa  |
| 2017 | Homie Young Martha                        | — | — | — | — | — | Erstveröffentlichung: 7. September 2017 mit Carnage feat. Meek Mill       |
| 2017 | Liger Young Martha                        | — | — | — | — | — | Erstveröffentlichung: 21. September 2017 mit Carnage                      |
| 2017 | Patek Water Super Slimey                  | — | — | CH80 (1 Wo.)CH | UK89 (1 Wo.)UK | US50 Gold · (4 Wo.)US | Erstveröffentlichung: 12. Dezember 2017 mit Future feat. Offset           |
| 2018 | Anybody Hear No Evil                      | — | — | — | — | US89 Gold · (1 Wo.)US | Erstveröffentlichung: 12. April 2018 feat. Nicki Minaj                    |
| 2019 | The London So Much Fun                    | DE71 (3 Wo.)DE | AT37 (3 Wo.)AT | CH20 (21 Wo.)CH | UK18 Platin · (10 Wo.)UK | US12 ×3Dreifachplatin · (20 Wo.)US | Erstveröffentlichung: 23. Mai 2019 feat. J. Cole & Travis Scott           |
| 2019 | Hot So Much Fun                           | — | AT66 (1 Wo.)AT | CH28 (4 Wo.)CH | UK52 Gold · (4 Wo.)UK | US11 Platin · (26 Wo.)US | Erstveröffentlichung: 31. Oktober 2019 feat. Gunna                        |
| 2020 | Go Crazy Slime & B                        | DE— aDE | — | CH59 Gold · (15 Wo.)CH | UK10 Platin · (28 Wo.)UK | US3 ×6Sechsfachplatin · (52 Wo.)US | Erstveröffentlichung: 19. Mai 2020 mit Chris Brown                        |
| 2020 | Stay Down The Voice                       | — | — | — | — | US73 Platin · (4 Wo.)US | Erstveröffentlichung: 30. Oktober 2020 mit Lil Durk & 6lack               |
| 2020 | Take It to Trial Slime Language 2         | — | — | — | — | — | Erstveröffentlichung: 18. Dezember 2020 mit Gunna feat. Yak Gotti         |
| 2021 | Bad Boy –                                 | DE— bDE | AT73 (1 Wo.)AT | CH88 (1 Wo.)CH | UK31 (3 Wo.)UK | US22 (5 Wo.)US | Erstveröffentlichung: 15. Januar 2021 mit Juice Wrld                      |
| 2021 | That Go! Slime Language 2                 | — | — | — | — | US— GoldUS | Erstveröffentlichung: 12. Februar 2021 mit Meek Mill feat. T-Shyne        |
| 2021 | Tick Tock –                               | — | — | — | — | US96 (1 Wo.)US | Erstveröffentlichung: 20. August 2021                                     |
| 2025 | Money on Money –                          | — | — | — | — | US39 (3 Wo.)US | Erstveröffentlichung: 25. April 2025 feat. Future                         |
| Folgende Lieder erschienen nicht als Single, wurden aber durch das Album zum Download und Streaming bereitgestellt und konnten somit eine Platzierung erlangen: |                                           | | | | | |                                                                           |
| |                                           | | | | | |                                                                           |
| 2016 | With Them Slime Season 3                  | — | — | — | — | US87 Gold · (1 Wo.)US | Charteinstieg: 16. April 2016                                             |
| 2016 | Digits Slime Season 3                     | — | — | — | UK— SilberUK | US93 ×2Doppelplatin · (1 Wo.)US | Charteinstieg: 16. April 2016                                             |
| 2017 | Relationship Beautiful Thugger Girls      | — | — | — | UK— SilberUK | US65 ×2Doppelplatin · (14 Wo.)US | Charteinstieg: 8. Juli 2017 feat. Future                                  |
| 2017 | No Cap Super Slimey                       | — | — | — | — | US62 Gold · (1 Wo.)US | Charteinstieg: 11. November 2017 mit Future                               |
| 2017 | All da Smoke Super Slimey                 | — | — | — | — | US77 Gold · (1 Wo.)US | Charteinstieg: 11. November 2017 mit Future                               |
| 2017 | Three Super Slimey                        | — | — | — | — | US100 (1 Wo.)US | Charteinstieg: 11. November 2017 mit Future                               |
| 2018 | Chanel (Go Get It) Slime Language         | — | — | — | UK— SilberUK | US78 Platin · (4 Wo.)US | Charteinstieg: 1. September 2018 feat. Gunna & Lil Baby                   |
| 2019 | Bad Bad Bad So Much Fun                   | — | — | — | UK72 Silber · (1 Wo.)UK | US32 Platin · (9 Wo.)US | Charteinstieg: 23. August 2019 feat. Lil Baby                             |
| 2019 | What’s the Move So Much Fun               | — | — | — | — | US55 Platin · (1 Wo.)US | Charteinstieg: 31. August 2019 feat. Lil Uzi Vert                         |
| 2019 | Just How It Is So Much Fun                | — | — | — | — | US60 (1 Wo.)US | Charteinstieg: 31. August 2019                                            |
| 2019 | Surf So Much Fun                          | — | — | — | — | US61 Gold · (1 Wo.)US | Charteinstieg: 31. August 2019 feat. Gunna                                |
| 2019 | Sup Mate So Much Fun                      | — | — | — | — | US70 (1 Wo.)US | Charteinstieg: 31. August 2019 feat. Future                               |
| 2019 | Light It Up So Much Fun                   | — | — | — | — | US82 (1 Wo.)US | Charteinstieg: 31. August 2019                                            |
| 2019 | Lil Baby So Much Fun                      | — | — | — | — | US84 (1 Wo.)US | Charteinstieg: 31. August 2019                                            |
| 2019 | Ecstasy So Much Fun                       | — | — | — | — | US92 (1 Wo.)US | Charteinstieg: 31. August 2019                                            |
| 2020 | D4L Dark Lane Demo Tapes                  | — | — | CH73 (1 Wo.)CH | — | US19 (2 Wo.)US | Charteinstieg: 10. Mai 2020 mit Future & Drake                            |
| 2021 | Solid Slime Language 2                    | DE92 (1 Wo.)DE | AT68 (1 Wo.)AT | CH38 (2 Wo.)CH | UK36 Silber · (4 Wo.)UK | US12 Gold · (7 Wo.)US | Charteinstieg: 23. April 2021 mit Gunna feat. Drake                       |
| 2021 | Ski Slime Language 2                      | — | — | — | UK72 (1 Wo.)UK | US18 Gold · (15 Wo.)US | Charteinstieg: 23. April 2021 mit Gunna                                   |
| 2021 | Diamonds Dancing Slime Language 2         | — | — | CH92 (1 Wo.)CH | UK80 (1 Wo.)UK | US46 (1 Wo.)US | Charteinstieg: 23. April 2021 mit Gunna feat. Travis Scott                |
| 2021 | Proud of You Slime Language 2             | — | — | — | — | US59 (1 Wo.)US | Charteinstieg: 1. Mai 2021 mit Gunna feat. Lil Uzi Vert & Yung Kayo       |
| 2021 | Came and Saw Slime Language 2             | — | — | — | — | US66 (1 Wo.)US | Charteinstieg: 1. Mai 2021 mit Gunna feat. Rowdy Rebel                    |
| 2021 | Paid the Fine Slime Language 2            | — | — | — | — | US77 (1 Wo.)US | Charteinstieg: 1. Mai 2021 mit Gunna feat. Lil Baby & YTB Trench          |
| 2021 | Slatty Slime Language 2                   | — | — | — | — | US99 (1 Wo.)US | Charteinstieg: 1. Mai 2021 mit Gunna feat. Yak Gotti & Lil Durk           |
| 2021 | Bubbly Punk                               | DE— cDE | — | CH94 (1 Wo.)CH | UK60 (1 Wo.)UK | US20 (12 Wo.)US | Charteinstieg: 22. Oktober 2021 feat. Drake & Travis Scott                |
| 2021 | Livin It Up Punk                          | — | — | — | — | US68 (1 Wo.)US | Charteinstieg: 30. Oktober 2021 feat. Post Malone & ASAP Rocky            |
| 2021 | Stressed Punk                             | — | — | — | — | US69 (1 Wo.)US | Charteinstieg: 30. Oktober 2021 feat. J. Cole & T-Shyne                   |
| 2021 | Rich Nigga Shit Punk                      | — | — | — | — | US78 (1 Wo.)US | Charteinstieg: 30. Oktober 2021 feat. Juice Wrld                          |
| 2021 | Peepin Out the Window Punk                | — | — | — | — | US95 (1 Wo.)US | Charteinstieg: 30. Oktober 2021 feat. Future & BSlime                     |
| 2023 | Oh U Went Business Is Business            | — | — | — | UK65 (1 Wo.)UK | US19 (15 Wo.)US | Charteinstieg: 6. Juli 2023 feat. Drake                                   |
| 2023 | Parade on Cleveland Business Is Business  | — | — | — | UK97 (1 Wo.)UK | US39 (1 Wo.)US | Charteinstieg: 6. Juli 2023 feat. Drake                                   |
| 2023 | Cars Bring Me Out Business Is Business    | — | — | — | — | US52 (1 Wo.)US | Charteinstieg: 8. Juli 2023 feat. Future                                  |
| 2023 | Wit da Racks Business Is Business         | — | — | — | — | US56 (1 Wo.)US | Charteinstieg: 8. Juli 2023 feat. 21 Savage, Travis Scott & Yak Gotti     |
| 2023 | Want Me Dead Business Is Business         | — | — | — | — | US59 (1 Wo.)US | Charteinstieg: 8. Juli 2023 feat. 21 Savage                               |
| 2023 | Hellcat Kenny Business Is Business        | — | — | — | — | US70 (1 Wo.)US | Charteinstieg: 8. Juli 2023 feat. Lil Uzi Vert                            |
| 2023 | Money on the Dresser Business Is Business | — | — | — | — | US78 (1 Wo.)US | Charteinstieg: 8. Juli 2023                                               |
| 2023 | Uncle M Business Is Business              | — | — | — | — | US81 (1 Wo.)US | Charteinstieg: 8. Juli 2023                                               |
| 2023 | Abracadabra Business Is Business          | — | — | — | — | US97 (1 Wo.)US | Charteinstieg: 8. Juli 2023 feat. Travis Scott                            |
| 2023 | Gucci Grocery Bag Business Is Business    | — | — | — | — | US100 (1 Wo.)US | Charteinstieg: 8. Juli 2023                                               |

### Als Gastmusiker
| Jahr | Titel Album                                       | Höchstplatzierung, Gesamtwochen, AuszeichnungChartplatzierungen (Jahr, Titel, Album, Platzierungen, Wochen, Auszeichnungen, Anmerkungen) | Höchstplatzierung, Gesamtwochen, AuszeichnungChartplatzierungen (Jahr, Titel, Album, Platzierungen, Wochen, Auszeichnungen, Anmerkungen) | Höchstplatzierung, Gesamtwochen, AuszeichnungChartplatzierungen (Jahr, Titel, Album, Platzierungen, Wochen, Auszeichnungen, Anmerkungen) | Höchstplatzierung, Gesamtwochen, AuszeichnungChartplatzierungen (Jahr, Titel, Album, Platzierungen, Wochen, Auszeichnungen, Anmerkungen) | Höchstplatzierung, Gesamtwochen, AuszeichnungChartplatzierungen (Jahr, Titel, Album, Platzierungen, Wochen, Auszeichnungen, Anmerkungen) | Anmerkungen                                                                                           |
| Jahr | Titel Album                                       | DE | AT | CH | UK | US | Anmerkungen                                                                                           |
| --- | ------------------------------------------------- | --- | --- | --- | --- | --- | --- |
| 2014 | This Summer –                                     | — | — | — | — | — | Erstveröffentlichung: 6. Februar 2014 The Rock Mob feat. Young Thug                                   |
| 2014 | Whip Dat D’nope –                                 | — | — | — | — | — | Erstveröffentlichung: 2. März 2014 Trapboy Freddy & Richboy Lex feat. Young Thug                      |
| 2014 | Disfunction –                                     | — | — | — | — | — | Erstveröffentlichung: 19. März 2014 Young Scooter feat. Future, Juicy J & Young Thug                  |
| 2014 | Cash Talk –                                       | — | — | — | — | — | Erstveröffentlichung: 25. März 2014 Figg Panamera feat. Young Thug & Offset                           |
| 2014 | Fly Talk –                                        | — | — | — | — | — | Erstveröffentlichung: 27. März 2014 Seven Montana feat. Young Thug                                    |
| 2014 | Hookah –                                          | — | — | — | — | US85 Platin · (11 Wo.)US | Erstveröffentlichung: 9. April 2014 Tyga feat. Young Thug                                             |
| 2014 | Main Chic –                                       | — | — | — | — | — | Erstveröffentlichung: 15. April 2014 YC feat. Young Thug & Cassius Jay                                |
| 2014 | About the Money Paperwork                         | — | — | — | — | US42 Gold · (20 Wo.)US | Erstveröffentlichung: 3. Juni 2014 T.I. feat. Young Thug                                              |
| 2014 | Lifestyle Rich Gang 2                             | — | — | — | UK— SilberUK | US16 Platin · (25 Wo.)US | Erstveröffentlichung: 5. Juni 2014 Rich Gang feat. Rich Homie Quan & Young Thug                       |
| 2014 | Panoramic Roof –                                  | — | — | — | — | — | Erstveröffentlichung: 11. Juni 2014 Gucci Mane feat. Young Thug                                       |
| 2014 | Okay Okay –                                       | — | — | — | — | — | Erstveröffentlichung: 11. Juni 2014 Yung Booke feat. Young Thug                                       |
| 2014 | Mamacita –                                        | — | — | — | — | US— PlatinUS | Erstveröffentlichung: 18. August 2014 Travis Scott feat. Young Thug & Rich Homie Quan                 |
| 2014 | Right Back Quality Street Music 2                 | — | — | — | — | — | Erstveröffentlichung: 30. September 2014 DJ Drama feat. Jeezy, Young Thug & Rich Homie Quan           |
| 2014 | Take Kare –                                       | — | — | — | — | — | Erstveröffentlichung: 16. Oktober 2014 Rich Gang feat. Young Thug & Lil Wayne                         |
| 2014 | Throw Sum Mo SremmLife                            | — | — | — | — | US30 ×3Dreifachplatin · (20 Wo.)US | Erstveröffentlichung: 9. Dezember 2014 Rae Sremmurd feat. Nicki Minaj & Young Thug                    |
| 2015 | Nun for Free –                                    | — | — | — | — | — | Erstveröffentlichung: 23. Juni 2015 Zonnique feat. Young Thug                                         |
| 2015 | Rihanna –                                         | — | — | — | — | — | Erstveröffentlichung: 29. Juni 2015 Yo Gotti feat. Young Thug                                         |
| 2015 | Bankrolls on Deck Bankroll Mafia                  | — | — | — | — | — | Erstveröffentlichung: 20. Juli 2015 Bankroll Mafia feat. T.I., Young Thug, Shad da God & London Jae   |
| 2015 | I Know There’s Gonna Be (Good Times) In Colour    | — | — | — | UK— GoldUK | US— GoldUS | Erstveröffentlichung: 11. Dezember 2015 Jamie xx feat. Young Thug & Popcaan                           |
| 2016 | Out My Face Bankroll Mafia                        | — | — | — | — | — | Erstveröffentlichung: 2. Januar 2016 Bankroll Mafia feat. T.I., Young Thug, Shad da God & London Jae  |
| 2016 | Slugs –                                           | — | — | — | — | — | Erstveröffentlichung: 25. Januar 2016 Trae the Truth feat. Young Thug                                 |
| 2016 | Minnesota (Remix) –                               | — | — | — | — | — | Erstveröffentlichung: 9. März 2016 Lil Yachty feat. Quavo, Skippa Da Flippa & Young Thug              |
| 2016 | No Limit Hard II Love                             | — | — | — | — | US32 ×2Doppelplatin · (20 Wo.)US | Erstveröffentlichung: 9. Juni 2016 Usher feat. Young Thug                                             |
| 2016 | Guwop Home Everybody Looking                      | — | — | — | — | — | Erstveröffentlichung: 13. Juli 2016 Gucci Mane feat. Young Thug                                       |
| 2016 | Been Thru a Lot –                                 | — | — | — | — | — | Erstveröffentlichung: 8. September 2016 TM88 feat. Young Thug & Lil Yachty                            |
| 2016 | I Swear J’ouvert                                  | — | — | — | — | — | Erstveröffentlichung: 1. November 2016 Wyclef Jean feat. Young Thug                                   |
| 2016 | Spend It (Remix) –                                | — | — | — | — | — | Erstveröffentlichung: 9. Dezember 2016 Dae Dae feat. Young Thug & Young M.A                           |
| 2017 | The Half Encore                                   | — | — | — | — | — | Erstveröffentlichung: 9. Januar 2017 DJ Snake feat. Jeremih, Young Thug & Swizz Beatz                 |
| 2017 | Heatstroke Funk Wav Bounces Vol. 1                | DE85 (1 Wo.)DE | AT64 (1 Wo.)AT | CH40 (2 Wo.)CH | UK25 Silber · (7 Wo.)UK | US96 Gold · (1 Wo.)US | Erstveröffentlichung: 31. März 2017 Calvin Harris feat. Pharrell Williams, Ariana Grande & Young Thug |
| 2017 | Xantastic Ether                                   | — | — | — | — | — | Erstveröffentlichung: 4. Mai 2017 B.o.B. feat. Young Thug                                             |
| 2017 | Trap Trap Trap Rather You Than Me                 | — | — | — | — | US97 (1 Wo.)US | Erstveröffentlichung: 16. Mai 2017 Rick Ross feat. Wale & Young Thug                                  |
| 2017 | Havana Camila                                     | DE2 Diamant · (51 Wo.)DE | AT2 ×2Doppelplatin · (42 Wo.)AT | CH2 ×7Siebenfachplatin · (60 Wo.)CH | UK1 ×4Vierfachplatin · (57 Wo.)UK | US1 Diamant · (46 Wo.)US | Erstveröffentlichung: 8. September 2017 Verkäufe: + 18.981.333; Camila Cabello feat. Young Thug       |
| 2017 | High End Heartbreak on a Full Moon                | — | — | CH78 (1 Wo.)CH | UK71 (1 Wo.)UK | US82 Gold · (2 Wo.)US | Erstveröffentlichung: 13. Oktober 2017 Chris Brown feat. Future & Young Thug                          |
| 2018 | Ride for Me –                                     | — | — | — | — | — | Erstveröffentlichung: 7. Februar 2018 A-Trak & Falcons feat. Young Thug & 24hrs                       |
| 2019 | 3 Headed Snake Drip or Down 2                     | — | — | — | — | US74 Gold · (1 Wo.)US | Erstveröffentlichung: 7. Mai 2019 Gunna feat. Young Thug                                              |
| 2019 | Goodbyes Hollywood’s Bleeding                     | DE16 Gold · (16 Wo.)DE | AT8 (18 Wo.)AT | CH12 (19 Wo.)CH | UK5 Platin · (13 Wo.)UK | US3 ×3Dreifachplatin · (21 Wo.)US | Erstveröffentlichung: 5. Juli 2019 Post Malone feat. Young Thug                                       |
| 2020 | Give No Fxk –                                     | — | — | CH45 (1 Wo.)CH | UK96 (1 Wo.)UK | US48 (1 Wo.)US | Erstveröffentlichung: 14. Februar 2020 Migos feat. Travis Scott & Young Thug                          |
| 2020 | Bullets with Names Hotel Diablo: Floor 13 Edition | — | — | — | — | — | Erstveröffentlichung: 13. März 2020 Machine Gun Kelly feat. Young Thug, RJmrLA & Lil Duke             |
| 2020 | Out West JackBoys                                 | — | AT73 (1 Wo.)AT | CH34 (2 Wo.)CH | UK— SilberUK | US38 ×3Dreifachplatin · (22 Wo.)US | Erstveröffentlichung: 21. März 2020 JackBoys & Travis Scott feat. Young Thug                          |
| 2020 | Blind Blame It on Baby                            | — | — | — | — | US78 Gold · (9 Wo.)US | Erstveröffentlichung: 1. September 2020 DaBaby feat. Young Thug                                       |
| 2020 | Franchise –                                       | DE35 (3 Wo.)DE | AT25 (3 Wo.)AT | CH14 (4 Wo.)CH | UK26 Silber · (5 Wo.)UK | US1 ×2Doppelplatin · (9 Wo.)US | Erstveröffentlichung: 25. September 2020 Travis Scott feat. M. I. A. & Young Thug                     |
| 2020 | Don’t Stop Good News                              | — | — | — | — | US30 Platin · (10 Wo.)US | Erstveröffentlichung: 2. Oktober 2020 Megan Thee Stallion feat. Young Thug                            |
| 2021 | Better Believe See You Next Wednesday             | DE— dDE | — | CH99 (1 Wo.)CH | — | US88 (1 Wo.)US | Erstveröffentlichung: 22. Juli 2021 Belly feat. The Weeknd & Young Thug                               |
| 2021 | Way 2 Sexy Certified Lover Boy                    | DE66 (2 Wo.)DE | AT28 (4 Wo.)AT | CH13 (10 Wo.)CH | UK11 Gold · (9 Wo.)UK | US1 (20 Wo.)US | Erstveröffentlichung: 3. September 2021 Drake feat. Future & Young Thug                               |
| 2022 | Pushin P DS4Ever                                  | DE34 (6 Wo.)DE | AT28 Gold · (6 Wo.)AT | CH23 Gold · (10 Wo.)CH | UK28 Silber · (9 Wo.)UK | US7 ×2Doppelplatin · (20 Wo.)US | Erstveröffentlichung: 7. Januar 2022 Gunna feat. Future & Young Thug                                  |
| 2022 | Potion Funk Wav Bounces Vol. 2                    | DE85 (1 Wo.)DE | AT59 (1 Wo.)AT | CH31 (4 Wo.)CH | UK16 Silber · (12 Wo.)UK | US71 Gold · (3 Wo.)US | Erstveröffentlichung: 27. Mai 2022 Calvin Harris feat. Dua Lipa & Young Thug                          |
| 2023 | My Wrist –                                        | — | — | — | — | US— GoldUS | Erstveröffentlichung: 26. Mai 2023 Yeat feat. Young Thug                                              |
| Folgende Lieder erschienen nicht als Single, wurden aber durch das Album zum Download und Streaming bereitgestellt und konnten somit eine Platzierung erlangen: |                                                   | | | | | | |
| |                                                   | | | | | | |
| 2016 | Offended DC4                                      | — | — | — | — | US70 (1 Wo.)US | Charteinstieg: 19. November 2016 Meek Mill feat. 21 Savage & Young Thug                               |
| 2017 | Sacrifices More Life                              | — | — | — | UK51 Silber · (3 Wo.)UK | US36 (3 Wo.)US | Charteinstieg: 30. März 2017 Drake feat. 2 Chainz & Young Thug                                        |
| 2017 | Ice Melts More Life                               | — | — | — | UK65 (2 Wo.)UK | US62 (2 Wo.)US | Charteinstieg: 30. März 2017 Drake feat. Young Thug                                                   |
| 2017 | We Ball Wins & Losses                             | — | — | — | — | US96 Gold · (1 Wo.)US | Charteinstieg: 12. August 2017 Meek Mill feat. Young Thug                                             |
| 2018 | Rondo Day69                                       | — | — | — | — | US73 Gold · (1 Wo.)US | Charteinstieg: 10. März 2018 6ix9ine feat. Tory Lanez & Young Thug                                    |
| 2018 | Up to Something Not All Heroes Wear Capes         | — | — | — | — | US100 (1 Wo.)US | Charteinstieg: 17. November 2018 Metro Boomin feat. Young Thug & Travis Scott                         |
| 2020 | Might Not Give Up Artist 2.0                      | — | — | — | — | US66 (1 Wo.)US | Charteinstieg: 29. Februar 2020 A Boogie wit da Hoodie feat. Young Thug                               |
| 2020 | We Should My Turn                                 | — | — | — | — | US91 Gold · (1 Wo.)US | Charteinstieg: 14. März 2020 Lil Baby feat. Young Thug                                                |
| 2020 | Strawberry Peels Lil Uzi Vert vs. the World 2     | — | — | — | — | US60 (1 Wo.)US | Charteinstieg: 28. März 2020 Lil Uzi Vert feat. Young Thug & Gunna                                    |
| 2020 | Got the Guap Lil Uzi Vert vs. the World 2         | — | — | — | — | US87 (1 Wo.)US | Charteinstieg: 28. März 2020 Lil Uzi Vert feat. Young Thug                                            |
| 2020 | Harlem Shake High Off Life                        | — | — | — | — | US84 (1 Wo.)US | Charteinstieg: 30. Mai 2020 Future feat. Young Thug                                                   |
| 2020 | Dollaz on My Head Wunna                           | — | — | CH62 (1 Wo.)CH | UK84 Silber · (1 Wo.)UK | US38 ×3Dreifachplatin · (19 Wo.)US | Charteinstieg: 31. Mai 2020 Videoauskopplung: 24. Juli 2020 Gunna feat. Young Thug                    |
| 2020 | Rich N***a S**t Savage Mode II                    | — | — | — | UK54 Silber · (1 Wo.)UK | US26 ×3Dreifachplatin · (2 Wo.)US | Charteinstieg: 15. Oktober 2020 21 Savage & Metro Boomin feat. Young Thug                             |
| 2021 | Up the Side Voice of the Heroes                   | — | — | — | — | US80 (1 Wo.)US | Charteinstieg: 19. Juni 2021 Lil Baby & Lil Durk feat. Young Thug                                     |
| 2022 | Mop DS4Ever                                       | — | — | — | — | US45 (2 Wo.)US | Charteinstieg: 22. Januar 2022 Gunna feat. Young Thug                                                 |
| 2022 | For a Nut I Never Liked You                       | — | — | — | — | US24 (1 Wo.)US | Charteinstieg: 14. Mai 2022 Future feat. Gunna & Young Thug                                           |
| 2022 | Never Hating It’s Only Me                         | — | — | — | — | US19 Gold · (3 Wo.)US | Charteinstieg: 29. Oktober 2022 Lil Baby feat. Young Thug                                             |
| 2022 | Trance Heroes & Villains                          | DE— eDE | — | CH65 (7 Wo.)CH | UK60 Gold · (10 Wo.)UK | US42 Platin · (19 Wo.)US | Charteinstieg: 17. Dezember 2022 Metro Boomin feat. Travis Scott & Young Thug                         |
| 2022 | Metro Spider Heroes & Villains                    | — | — | — | — | US43 (2 Wo.)US | Charteinstieg: 17. Dezember 2022 Metro Boomin feat. Young Thug                                        |
| 2023 | Skitzo Utopia                                     | — | — | — | — | US34 Gold · (2 Wo.)US | Charteinstieg: 12. August 2023 Verkäufe: + 560.000; Travis Scott feat. Young Thug                     |
| 2024 | Pop Ur Shit American Dream                        | — | — | — | — | US31 (2 Wo.)US | Charteinstieg: 27. Januar 2024 21 Savage feat. Young Thug & Metro Boomin                              |
| 2024 | It’s Up 100 Gigs                                  | — | — | — | UK82 (2 Wo.)UK | US28 (5 Wo.)US | Charteinstieg: 22. August 2024 Drake feat. Young Thug & 21 Savage                                     |
| 2025 | Dum, Dumb, and Dumber WHAM                        | — | — | — | UK46 (… Wo.)UK | US16 (4 Wo.)US | Charteinstieg: 16. Januar 2025 Lil Baby feat. Young Thug & Future                                     |
| 2025 | We Need All Da Vibes Music                        | — | — | — | — | US71 (1 Wo.)US | Charteinstieg: 29. März 2025 Playboi Carti feat. Young Thug & Ty Dolla Sign                           |

## Statistik

### Chartauswertung
|                     | DE    | AT    | CH    | UK    | US     |
| ------------------- | ----- | ----- | ----- | ----- | ------ |
| Nummer-eins-Alben   | DE—DE | AT—AT | CH—CH | UK—UK | US2US  |
| Top-10-Alben        | DE—DE | AT—AT | CH3CH | UK1UK | US7US  |
| Alben in den Charts | DE4DE | AT3AT | CH6CH | UK6UK | US11US |

|                       | DE    | AT     | CH     | UK     | US     |
| --------------------- | ----- | ------ | ------ | ------ | ------ |
| Nummer-eins-Singles   | DE—DE | AT—AT  | CH—CH  | UK1UK  | US3US  |
| Top-10-Singles        | DE1DE | AT2AT  | CH1CH  | UK3UK  | US6US  |
| Singles in den Charts | DE9DE | AT12AT | CH23CH | UK26UK | US92US |

### Auszeichnungen für Musikverkäufe
| Land/RegionAuszeichnungen für Musikverkäufe (Land/Region, Auszeichnungen, Verkäufe, Quellen) | Silber       | Gold         | Platin         | Diamant       | Verkäufe   | Quellen              |
| -------------------------------------------------------------------------------------------- | ------------ | ------------ | -------------- | ------------- | ---------- | -------------------- |
| Australien (ARIA)                                                                            | —            | 3× Gold3     | 22× Platin22   | —             | 1.715.000  | aria.com.au          |
| Belgien (BRMA)                                                                               | —            | —            | 2× Platin2     | —             | 60.000     | ultratop.be          |
| Brasilien (PMB)                                                                              | —            | 6× Gold6     | 6× Platin6     | 5× Diamant5   | 1.190.000  | pro-musicabr.org.br  |
| Chile (IFPI)                                                                                 | —            | Gold1        | —              | —             | 40.000     | Einzelnachweise      |
| Dänemark (IFPI)                                                                              | —            | 6× Gold6     | 6× Platin6     | —             | 775.000    | ifpi.dk              |
| Deutschland (BVMI)                                                                           | —            | Gold1        | —              | Diamant1      | 1.200.000  | musikindustrie.de    |
| Frankreich (SNEP)                                                                            | —            | 5× Gold5     | 3× Platin3     | Diamant1      | 1.333.333  | snepmusique.com      |
| Griechenland (IFPI)                                                                          | —            | Gold1        | 2× Platin2     | —             | 50.000     | Einzelnachweise      |
| Irland (IRMA)                                                                                | —            | —            | Platin1        | —             | 15.000     | Einzelnachweise      |
| Italien (FIMI)                                                                               | —            | 6× Gold6     | 5× Platin5     | —             | 515.000    | fimi.it              |
| Japan (RIAJ)                                                                                 | —            | Gold1        | —              | —             | —          | riaj.or.jp           |
| Kanada (MC)                                                                                  | —            | 16× Gold16   | 32× Platin32   | Diamant1      | 4.000.000  | musiccanada.com      |
| Mexiko (AMPROFON)                                                                            | —            | 2× Gold2     | 3× Platin3     | Diamant1      | 540.000    | amprofon.com.mx      |
| Neuseeland (RMNZ)                                                                            | —            | 3× Gold3     | 24× Platin24   | —             | 735.000    | radioscope.co.nz NZ2 |
| Norwegen (IFPI)                                                                              | —            | —            | 2× Platin2     | —             | 120.000    | ifpi.no              |
| Österreich (IFPI)                                                                            | —            | Gold1        | 2× Platin2     | —             | 75.000     | ifpi.at              |
| Peru (UNIMPRO)                                                                               | —            | Gold1        | —              | —             | 3.000      | Einzelnachweise      |
| Polen (ZPAV)                                                                                 | —            | 4× Gold4     | 5× Platin5     | Diamant1      | 435.000    | olis.pl              |
| Portugal (AFP)                                                                               | —            | 3× Gold3     | 9× Platin9     | —             | 105.000    | Einzelnachweise      |
| Schweden (IFPI)                                                                              | —            | Gold1        | 5× Platin5     | —             | 420.000    | sverigetopplistan.se |
| Schweiz (IFPI)                                                                               | —            | 2× Gold2     | 7× Platin7     | —             | 160.000    | hitparade.ch         |
| Spanien (Promusicae)                                                                         | —            | 2× Gold2     | 4× Platin4     | —             | 300.000    | elportaldemusica.es  |
| Südafrika (RISA)                                                                             | —            | 2× Gold2     | 2× Platin2     | —             | 100.000    | risa.org.za          |
| Vereinigte Staaten (RIAA)                                                                    | —            | 37× Gold37   | 57× Platin57   | Diamant1      | 85.500.000 | riaa.com             |
| Vereinigtes Königreich (BPI)                                                                 | 18× Silber18 | 2× Gold2     | 9× Platin9     | —             | 9.490.000  | bpi.co.uk            |
| Insgesamt                                                                                    | 18× Silber18 | 106× Gold106 | 208× Platin208 | 11× Diamant11 |            |                      |